# Чемпионат Европы по лёгкой атлетике 2016 — эстафета 4×100 метров (женщины)
Соревнования в эстафете 4×100 метров у женщин на чемпионате Европы по лёгкой атлетике в Амстердаме прошли 9 и 10 июля 2016 года на Олимпийском стадионе. К соревнованиям были допущены 16 сильнейших сборных Старого Света, определявшиеся по сумме двух лучших результатов, показанных в период с 1 января 2015 года по 19 июня 2016 года.
Действующим чемпионом Европы в эстафете 4×100 метров являлась сборная Великобритании.

## Рекорды
До начала соревнований действующими были следующие рекорды.
| Мировой рекорд                   | США · Тианна Мэдисон · Эллисон Феликс · Бьянка Найт · Кармелита Джетер    | 40,82 | Лондон, Великобритания | 10 августа 2012 |
| Рекорд Европы                    | ГДР · Зильке Гладиш · Сабина Ригер · Ингрид Ауэрсвальд · Марлис Гёр       | 41,37 | Канберра, Австралия    | 6 октября 1985  |
| Рекорд чемпионатов Европы        | ГДР · Зильке Мёллер · Катрин Краббе · Керстин Берендт · Сабина Гюнтер     | 41,68 | Сплит, Югославия       | 1 сентября 1990 |
| Лучший результат сезона в мире   | Германия · Татьяна Пинту · Лиза Майер · Джина Люккенкемпер · Ребекка Хазе | 42,00 | Регенсбург, Германия   | 5 июня 2016     |
| Лучший результат сезона в Европе | Германия · Татьяна Пинту · Лиза Майер · Джина Люккенкемпер · Ребекка Хазе | 42,00 | Регенсбург, Германия   | 5 июня 2016     |

## Расписание
| Дата         | Время | Раунд соревнований     |
| ------------ | ----- | ---------------------- |
| 9 июля 2016  | 20:00 | Предварительные забеги |
| 10 июля 2016 | 17:35 | Финал                  |

Время местное (UTC+2)

## Медалисты
| Золото                                                                                               | Серебро                                                                     | Бронза                                                                    |
| Нидерланды · Ямиле Самуэль · Дафне Схипперс · Тесса ван Схаген · Наоми Седней · Марие ван Хюненстейн | Великобритания · Аша Филип · Дина Эшер-Смит · Бьянка Уильямс · Дэрилл Нейта | Германия · Татьяна Пинту · Лиза Майер · Джина Люккенкемпер · Ребекка Хазе |

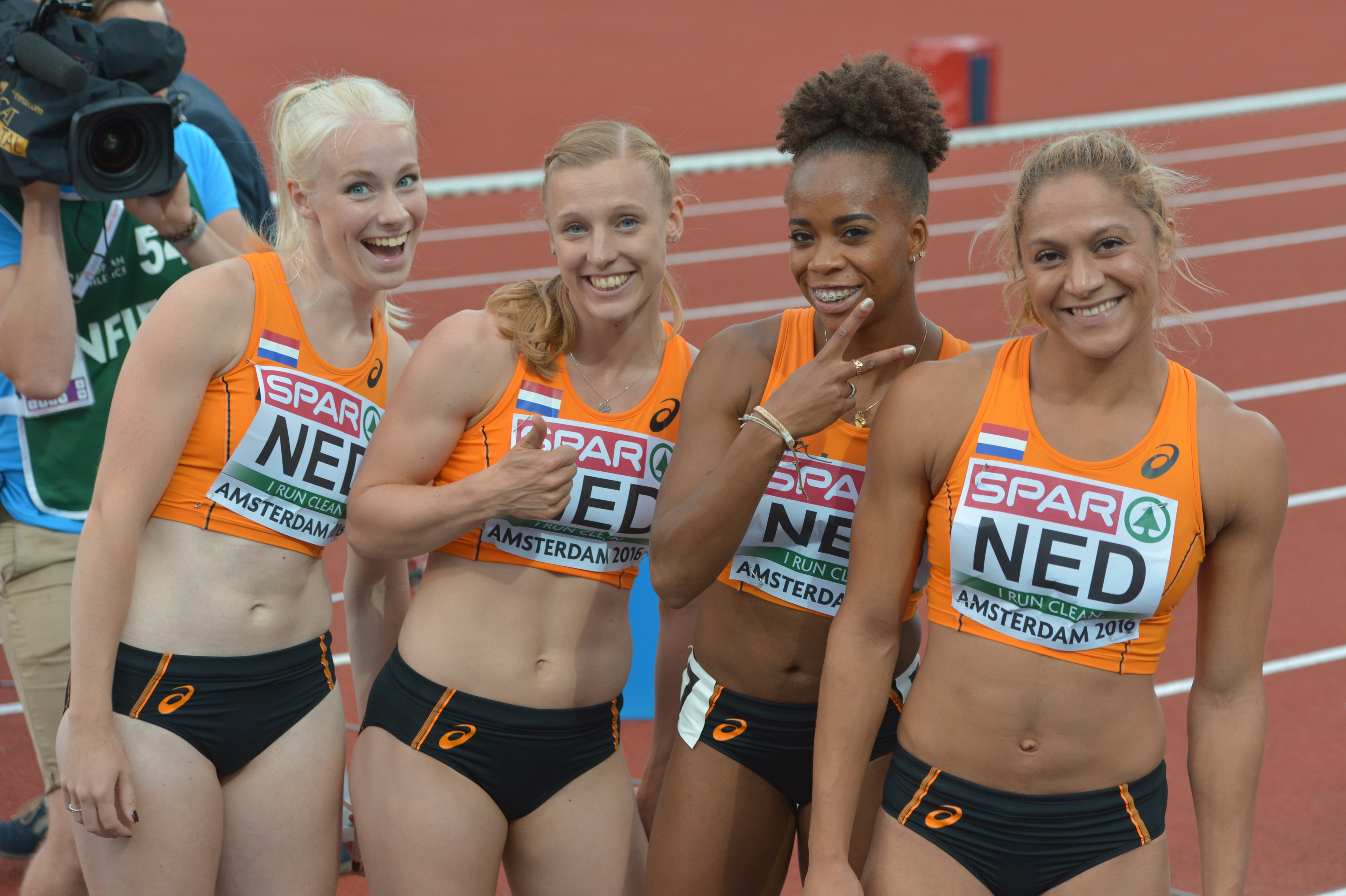
Сборная Нидерландов в предварительном забеге (слева направо): ван Хюненстейн, ван Схаген, Самуэль, Седней

Курсивом выделены участницы, выступавшие только в предварительных забегах

## Результаты
Обозначения: Q — Автоматическая квалификация | q — Квалификация по показанному результату | WR — Мировой рекорд | ER — Рекорд Европы | CR — Рекорд чемпионатов Европы | NR — Национальный рекорд | NUR — Национальный рекорд среди молодёжи | WL — Лучший результат сезона в мире | EL — Лучший результат сезона в Европе | SB — Лучший результат в сезоне | DNS — Не стартовали | DNF — Не финишировали | DQ — Дисквалифицированы

### Предварительные забеги
Квалификация: первые 3 команды в каждом забеге (Q) плюс 2 лучших по времени (q) проходили в финал.
| Место | Команда                                                                                  | Забег | Результат | Примечания |
| ----- | ---------------------------------------------------------------------------------------- | ----- | --------- | ---------- |
| 1     | Великобритания (Аша Филип, Дина Эшер-Смит, Бьянка Уильямс, Дэрилл Нейта)                 | 1     | 42,59     | Q, SB      |
| 2     | Германия (Татьяна Пинту, Лиза Майер, Джина Люккенкемпер, Ребекка Хазе)                   | 2     | 42,71     | Q          |
| 3     | Швейцария (Айла Дель Понте, Сара Атшо, Эллен Шпрунгер, Саломе Кора)                      | 1     | 42,87     | Q, NR      |
| 4     | Украина (Олеся Повх, Наталья Погребняк, Мария Ремень, Елизавета Брызгина)                | 1     | 42,93     | Q, SB      |
| 5     | Франция (Флориана Гнафуа, Селин Дистель-Бонне, Дженнифер Гале, Стелла Акакпо)            | 1     | 43,06     | q, SB      |
| 6     | Италия (Ирен Сирагуза, Глория Хупер, Мартина Амидеи, Одри Алло)                          | 2     | 43,33     | Q          |
| 7     | Нидерланды (Ямиле Самуэль, Марие ван Хюненстейн, Тесса ван Схаген, Наоми Седней)         | 2     | 43,34     | Q, SB      |
| 8     | Польша (Агата Форкасевич, Марика Попович-Драпала, Анна Келбасиньская, Ева Свобода)       | 2     | 43,59     | q, SB      |
| 9     | Кипр (Оливия Фотопулу, Рамона Папаиоанну, Филиппа Фотопулу, Елени Артимата)              | 1     | 43,87     | NR         |
| 10    | Испания (Мария Изабель Перес, Нана Якоб, Эстела Гарсия, Кристина Лара)                   | 2     | 44,14     | SB         |
| 11    | Швеция (Элин Эстлунд, Линнея Килландер, Изабель Эурениус, Пернилла Нильссон)             | 1     | 44,27     | SB         |
| 12    | Ирландия (Джоан Хили, Фил Хили, Сара Маррей, Ниам Уэлан)                                 | 1     | 44,29     | SB         |
| 13    | Венгрия (Фанни Шмельц, Ева Каптур, Грета Керекеш, Анастасия Нгуйен)                      | 2     | 44,34     | =NR        |
| 14    | Греция (Мария Гату, Елизавета Песириду, Екатерини Далака, Мария Белибасаки)              | 2     | 44,58     |            |
| 15    | Словакия (Владимира Шибова, Ленка Кршакова, Дениса Буцкова, Александра Безекова)         | 2     | 45,31     |            |
| 16 !  | Норвегия (Хелен Рённинген, Ида Бакке Хансен, Астрид Манген Седерквист, Эзинне Окпараэбо) | 1     | DNF       |            |

### Финал
Финал в эстафете 4×100 метров у женщин состоялся 10 июля 2016 года. Сборная Нидерландов перед родными трибунами установила новый национальный рекорд (42,04) и завоевала золотые медали. Выступавшая на втором этапе Дафне Схипперс стала четырёхкратной чемпионкой Европы.
| Место | Команда                                                                            | Результат | Примечания |
| ----- | ---------------------------------------------------------------------------------- | --------- | ---------- |
| 1     | Нидерланды (Ямиле Самуэль, Дафне Схипперс, Тесса ван Схаген, Наоми Седней)         | 42,04     | NR         |
| 2     | Великобритания (Аша Филип, Дина Эшер-Смит, Бьянка Уильямс, Дэрилл Нейта)           | 42,45     | SB         |
| 3     | Германия (Татьяна Пинту, Лиза Майер, Джина Люккенкемпер, Ребекка Хазе)             | 42,48     |            |
| 4     | Украина (Олеся Повх, Наталья Погребняк, Мария Ремень, Елизавета Брызгина)          | 42,87     | SB         |
| 5     | Швейцария (Айла Дель Понте, Сара Атшо, Эллен Шпрунгер, Саломе Кора)                | 43,00     |            |
| 6     | Франция (Флориана Гнафуа, Селин Дистель-Бонне, Дженнифер Гале, Стелла Акакпо)      | 43,05     | SB         |
| 7     | Польша (Агата Форкасевич, Марика Попович-Драпала, Анна Келбасиньская, Ева Свобода) | 43,24     | SB         |
| 8     | Италия (Ирен Сирагуза, Глория Хупер, Мартина Амидеи, Одри Алло)                    | 43,57     |            |